# Svetlana Kuznetsova (baloncestista)
Svetlana Kuznetsova   (nacida el 10 de enero de 1965 en Moscú, Unión Soviética) es una exjugadora de baloncesto rusa. Consiguió 2 medallas en competiciones oficiales con la URSS.